# Der Kulterer (Film)
Der Kulterer ist ein deutsch-österreichischer Fernsehfilm nach der gleichnamigen Erzählung von Thomas Bernhard. Der Film erzählt die Geschichte des Häftlings Fabian Kulterer, der bald aus dem Gefängnis entlassen werden soll, diesem Tag aber nicht mit Vorfreude, sondern mit Angst und Sorge entgegensieht.

## Handlung
Kulterer gilt bei den Gefängniswärtern als mustergültiger Häftling, da er sich an alle Regeln und Befehle hält und immer unauffällig und anspruchslos ist. Auch mit seinen drei Zellengenossen gibt es keine Konflikte. Er scheint die Routine und den streng geregelten Alltag im Gefängnis einem unsicheren Leben in Freiheit vorzuziehen, weswegen er auch nie an Flucht dachte.
Im Gefängnis gibt es verschiedene Arbeitsplätze für die Gefangenen, etwa eine Bäckerei oder eine Holzwerkstatt. Kulterer arbeitet in der Gefängnisdruckerei und in seiner freien Zeit schreibt er kleine Geschichten und Aphorismen, wofür er das Papier und die Erlaubnis von der Anstaltsleitung bekommt. Er steht sogar nachts auf, wenn er Gedanken oder Traumbilder notieren will. Manchmal liest er die Geschichten seinen Zellengenossen vor.
Kulterer ist verheiratet, er scheint sich aber nicht darauf zu freuen, seine Frau wiederzusehen. Sie schickt ihm regelmäßig Päckchen, es ist ihm aber jedes Mal unangenehm, sie auszupacken und den beiliegenden Brief zu lesen.
Kurz vor seiner Entlassung wird Kulterer zu einem Gespräch mit dem Gefängnisdirektor vorgeladen. Dieser empfiehlt ihm, sich in Freiheit bald eine Arbeit zu suchen, vielleicht auch in einer Druckerei. Er erhält seine letzte Gefängnismahlzeit, darf sich seine zivile Kleidung wieder anziehen, wird entlassen und geht einer ungewissen Zukunft entgegen.

## Stil
Der Film ist geprägt von langen Einstellungen, die den Gefängnisalltag dokumentieren und in denen es keine Dialoge gibt. Die Gedanken- und Gefühlswelt Kulterers wird durch eine Off-Erzählerstimme dargestellt. 

## Produktion
Der Kulterer wurde in der Justizanstalt Garsten gedreht. Das geschah auf den Vorschlag von Karl Ignaz Hennetmair hin, der Garsten aus seiner Schulzeit kannte und es für einen Film geeigneter als den Originalschauplatz Suben hielt. Die Erstausstrahlungen des von ZDF und ORF koproduzierten Films waren am 6. März 1974 in Deutschland und am 16. April 1974 in Österreich. 2008 erschien er bei Hoanzl auf DVD im Rahmen der Edition Der österreichische Film.

## Rezeption
„Aus den Tageskritiken lässt sich deutlich die Ratlosigkeit der Rezensenten und Rezensentinnen ablesen, die Jasnys Film-Ästhetik nicht allzu viel abgewinnen konnten und sich erst gar nicht näher auf dessen Verfahren, mit neoveristischen Mitteln einen nur realistisch scheinenden, höchst artifiziellen Film zu gestalten, einließen. [...] Jasny führt zwar durch die authentische Welt einer Haftanstalt, aber ganz im Sinne von Thomas Bernhard nicht mit dem Ziel einer sozialkritischen Reportage über den Strafvollzug.“